# Lekhnath
Lekhnath (nep. लेखनाथ नगरपालिका) – miasto w północno-środkowym Nepalu; w dystrykcie Kaski. Według danych szacunkowych na rok 2010 liczy 54 059 mieszkańców. Ośrodek przemysłowy.